# Marc Aryan
Marc Aryan (* 14. November 1926 in Valence, Frankreich; † 30. November 1985 in Lasne, Belgien; bürgerlicher Name Henri Markarian) war ein französischsprachiger belgischer Sänger.

## Leben und Karriere
Marc Aryan war Sohn armenischer Einwanderer libanesischer Nationalität. Im Alter von 18 Jahren beschloss er, Musiker zu werden. Nachdem er sich mit Musik vertraut gemacht und erste Texte geschrieben hatte, ging er nach Paris, um einen Produzenten zu finden. 1963 ließ er sich in Belgien nieder, zunächst in Waterloo, dann im Dorf Ohain.
In den niederländischen Charts verzeichnete er zwei Hits: Si j’étais le fils d’un roi (Platz 14 im Jahr 1965) und La Lettre (Platz 31 im Jahr 1973).
1969 gründete er sein eigenes Plattenlabel und seinen eigenen Verlag.
Er starb am 30. November 1985 an einem Herzstillstand.

## Diskografie

### Auf Französisch
| - Adieu joli Luxembourg - Adieu mon bel amour - Agnes - Allo c'est moi - Amène ta semaine - Angelina - Arrête, arrête ton cinéma - Au fond de tes yeux - Ballade - Bête à manger du foin - Bien sûr, bien sûr - Bonjour mon village, bonjour mon pays - C'est bien dommage - C'est impossible - C'est la vie - C'est le temps - Car tu l'aimes - Difficile à vivre - Gino - Giorgina - Grosses lunettes sur un petit bout de nez - Il y a des jours - Istanbul - J'aime (les petites femmes) - J'aimerais sortir un soir avec vous - J'aimerais viellir avec toi - Jamais je ne dirai - Je ne puis donner d'avantage - Je t'invite - Katy - L'amour est une prison - La chanson du viel aveugle - La lettre - La roue de secours - La seule chose que tu n'as pas ratée - La sirène - Le clocher - Le coeur au chomage - Le livre de ma vie - Le nombril du monde - Le téléphone | - Les melons - Les violons d'Albi - Ma loulou - Ma petite chanson - Ma vie recommence avec toi - Ma vie sans toi - Marie Laurence - Mes blanches montagnes - Mon petit navire - Mon village - Numéro 1 au hit-parade - Nous - Parce que je t'aime - Pas comme les autres - Qu'un peu d'amour - Quand je te prends dans mes bras - Que c'est bête la vie - Sans amour, on n'est rien du tout - Sans toi - Si - Si demain - Si j'avais su - Si j'étais le fils d'un roi - Si j'etais sur - Si un jour - Toi je te garde - Toi ma bohème - Tous ces voiliers - Toute ma vie (tu es toute ma vie) - Tu as beau me dire - Tu dis chéri à tout le monde - Tu es no. 1 au hit-parade de mon cœur - Tu es une petite fille - Tu ne sais pas - Un amour - Un jour - Un paradis - Un petit mari - Un petit slow - Un peu naif - Volage Volage |

### Auf Armenisch
- Yerevan

### Auf Türkisch
(französischer Originaltitel in Klammern)
- Kalbin Yok Mu?
- Yalancısın – (Si j'etais sur..)
- Nasıl Evlenirsin Bu Lisanla (Giorgina)
- Dünya Dönüyor [Atlı Karınca] – (Volage Volage)
- Moda Yolunda – (Ma Loulou)
- Ayşe, Fatma, Semra [Eski Aşıklar]
- Dinle Yavrucuğum (Tu es une petite fille)
- Doğum Günün Kutlu Olsun – (Feliz Cumpleanos)
- Mersi – (Volage Volage)
- Kimdir Bu Sevgili (Un Petit Slow)

## Dokumentarfilm
- Marc Aryan, Chanteur de Charme von Olivier Monssens, Kaos Films 2006,[3] Erstausstrahlung im belgischen TV am 7. Dezember 2006